# Obscure (videogioco)
Obscure (reso graficamente ObsCure) è un videogioco survival horror del 2004, sviluppato da Hydravision Entertainment e pubblicato da Microïds e DreamCatcher Interactive per PlayStation 2, Xbox e Microsoft Windows.
Nel 2007 è stato pubblicato un sequel dal titolo Obscure II.

## Trama
Il gioco è ambientato nel liceo privato Leafmore. Kenny decide d'intrattenersi da solo nella palestra della scuola per fare qualche tiro a canestro. Il suo cellulare squilla ed egli entra nello spogliatoio per rispondere: è la sua fidanzata, Ashley, che lo invita a passare la notte a casa sua. Durante la telefonata, Kenny sorprende una persona che gli ruba la borsa e sgattaiola fuori. Kenny lo insegue ed entra in un casolare, dove trova una botola che porta nei sotterranei della scuola. Kenny si cala in essa e si ritrova in una sorta di laboratorio. In una piccola stanza incontra un suo compagno prigioniero da giorni, Dan, e i due fuggono insieme. Appena iniziano a fuggire vengono attaccati da un mostro enorme che insegue i personaggi. Dan viene preso e Kenny, proprio mentre sta risalendo la scala per uscire, vede la botola chiudersi, rimanendo intrappolato.
Il giorno seguente la sorella di Kenny, Shannon, Ashley e il reporter del giornale scolastico Josh, capiscono che nessuno ha visto Kenny dal giorno precedente e preoccupati, decidono di restare a scuola oltre l'orario di chiusura per investigare sulla scomparsa di Kenny; Scoprono che egli è solo l'ultimo di una lunga serie di persone scomparse all'interno del liceo per ragioni ignote. Il gruppo inizia così a perlustrare il liceo, un'antica struttura enorme e malmessa.
Nella soffitta si imbattono in alcune piccole creature che li assalgono. A soccorrerli è il professor Walden, che rompe con una sbarra di ferro la finestra, uccidendo il mostro con la luce solare e invita i ragazzi ad andarsene. Il gruppo si dirige nel cortile della scuola, per cercare soccorsi ma lì scoprono che i loro cellulari non ricevono segnale e che sono quindi rinchiusi nella scuola; inoltre sta calando la sera, quindi la luce del sole non potrà più aiutarli contro i mostri.
Al gruppo si aggiunge Stan, intento ad hackerare un computer per modificare i propri voti scolastici. I ragazzi arrivano alla biblioteca e incontrano il preside, Herbert Friedman, che si allontana frettolosamente dicendo loro di andare dal bidello, il signor Garrison. Sulla scrivania lascia un foglio che descrive un raro tipo di pianta, conosciuta come “mortifilia”, proveniente dall'Africa. I protagonisti si dirigono dal bidello, che è impegnato a combattere con un mostro, ma quando lo raggiungono scoprono che i mostri hanno la meglio su di lui, squartandolo violentemente. Sui monitor della sorveglianza scorgono Elisabeth Wickson, l'infermiera della scuola, intrappolata nell'infermeria che chiede aiuto. Disperse le creature riattivando le luci si ricongiungono con Miss Wickson, che si trova in un profondo stato di shock mormorando frasi insensate. Dall'infermeria recuperano un volante, con cui spostano uno scaffale dell'archivio scolastico e trovano una vecchia pellicola e una videocassetta dal titolo “Soggetto 37”. Vengono quindi raggiunti da Walden, che consegna loro la chiave dell'anfiteatro in modo che possano vedere il video. Visionano la cassetta e scoprono che il “Soggetto 37” è proprio Kenny.
Il gruppo si sposta dunque nell'anfiteatro, dove proietta la pellicola: essa mostra miss Wickson, Leonard e Herbert Friedman che allestiscono un laboratorio in cui compiono degli strani esperimenti. Il tutto in un contesto che sembra essere ambientato moltissimi anni addietro. Successivamente gli studenti accedono al sotterraneo attraverso la tromba dell'ascensore; quest'ultimo, a causa dell'usura, crolla, lasciandoli prigionieri nella sala caldaie.
In una stanza piena di celle incontrano Kenny, ed Herbert Friedman rilascia un gas soporifero nella stanza e li addormenta. Al risveglio i ragazzi scoprono che Friedman ha iniettato a tutti un composto sperimentale a base di spore di Mortifilia e se non troveranno l'antidoto entro l'alba potrebbero diventare dei mostri come gli altri studenti.
Tramite alcuni documenti rinvenuti sul luogo, si scopre la verità dietro al liceo Leafmore: nei primi del Novecento, Leonard e Herbert, durante un viaggio in Africa, avevano scoperto una nuova specie di pianta che chiamarono Mortifilia, ne studiarono la composizione e, appurato che con alcune modifiche la pianta avrebbe potuto rendere un essere umano eternamente giovane, iniziarono a condurre una serie di esperimenti. I due, per assicurarsi delle cavie umane, fondarono nel 1902 un liceo da dove “attingere”. Leonard, che voleva continuare a sperimentare sebbene stesse invecchiando, si iniettò una dose del siero sperimentale, subendo una mutazione. Herbert ed Elizabeth, sua moglie, decisero quindi di sperimentare un antidoto contro la mortifilia che facesse tornare normale il fratello. Per testare i risultati, ovviamente, usarono delle cavie umane ma i risultati non furono soddisfacenti: le cavie continuavano ad assumere sembianze mostruose oltre a subire una forte regressione intellettiva. Tuttavia, per ragioni non del tutto chiare, Herbert e la moglie non subiscono lo scorrere del tempo, rimanendo giovani nei decenni successivi.
Una volta liberi escono dal sotterraneo e ritornano all'infermeria, dove trovano Miss Wickson gravemente ferita, che prima di morire dice ai ragazzi che l'antidoto si trova nel sotterraneo, dietro un "porta grande" e che per raggiungerla dovranno passare da un ingresso secondario nei giardini (lo stesso percorso da Kenny nel prologo). Subito dopo i ragazzi usano delle pinze rinvenute nel sotterraneo per aprire la porta del dormitorio abbandonato (da cui è stata rapita la gran parte degli studenti). Qui trovano una cassaforte, che i ragazzi aprono facendola cadere in una canna fumaria. In essa, trovano una mappa dei sotterranei, la chiave dell'ufficio di Herbert e il diario di un certo Alan Gardener, il quale riporta informazioni sui fratelli Friedman, i loro esperimenti con la Mortifilia e soprattutto la porta grande nominata dalla Wickson, che è possibile aprire solo tramite un meccanismo azionato da 4 statuette. Il gruppo si dirige quindi alla biblioteca, dove riescono a entrare nell'ufficio di Herbert. Vengono subito dopo raggiunti da Walden, il quale si scopre essere infetto come i ragazzi e, alla notizia di un antidoto alla Mortifilia, ruba la mappa dei sotterranei e fugge. I ragazzi iniziano, quindi, a cercare le statuette per aprire la porta nel sotterraneo. Recuperate le statuette, entrano nel sotterraneo tramite l'ingresso secondario e raggiungono il meccanismo per aprire la porta e lo azionano. La porta viene quindi aperta e Walden, che si trovava lì vicino, vi entra. Qui, l'uomo si trova faccia a faccia con Herbert e gli intima di dargli l'antidoto puntandogli una pistola contro. Herbert risponde che ormai è troppo tardi, in quanto Walden è rimasto esposto ai raggi solari per troppo tempo e quindi l'antidoto non gli sarebbe servito, ma Walden gli spara e lo prende ma, dopo esserselo iniettato, viene infilzato da un tentacolo che sbuca dall'ombra. Compare quindi Leonard, ormai mutato e trasformato in una creatura dalla forma di una gigantesca pianta tentacolare.
Herbert, prima di morire si scusa con Leonard per non essere riuscito a curarlo; quest'ultimo, in preda all'ira, si scaglia contro i protagonisti, giunti in quel momento. Il gruppo combatte contro Leonard finché, a causa degli urti dei suoi tentacoli contro le pareti, il soffitto della stanza gli crolla addosso. I ragazzi si arrampicano al piano di sopra, scoprendo che sta ormai albeggiando e si iniettano l'antidoto ma Leonard, ancora vivo, emerge dalle macerie; il combattimento dura poco infatti i raggi solari finiscono col bruciarlo.
La disavventura ha due epiloghi:
Epilogo positivo
Nel caso in cui tutti i personaggi sopravvivono viene mostrato che Leonard muore bruciato dai raggi solari e i ragazzi si abbracciano sollevati per essere sfuggiti alla mutazione. Stan si avvicina alla valigetta contenente l'antidoto e un'ombra lo allontana da essa, lasciando incerto ciò che accade in seguito.
Epilogo negativo
Nel caso in cui, invece, dovesse morire uno o più personaggi, viene mostrata la morte di Leonard e i personaggi superstiti lasciare il luogo. Alcuni giorni dopo, quando vengono celebrati i funerali delle vittime del contagio, da una bara si sprigionano le spore della Mortifilia che si propagano nell'aria.

## Modalità di gioco
Obscure è un survival horror con visuale in terza persona ambientato in una scuola. Può essere giocato in singolo o in doppio.
I protagonisti di Obscure sono cinque studenti del liceo Leafmore. Il giocatore guida una squadra composta da due membri scelti tra questi cinque studenti. Il giocatore può cambiare gli studenti che fanno parte della squadra negli appositi punti di raduno. Al di fuori di questi punti di raduno la squadra non può essere cambiata, ma il giocatore in qualunque momento di gioco può scegliere quale membro della squadra guidare direttamente, l'altro membro (se presente) è guidato dal computer (ma può ricevere ordini dal giocatore) o da un secondo giocatore, che può intervenire in qualunque momento durante la partita.
Ogni personaggio ha una abilità speciale che lo distingue dagli altri. Le abilità possono facilitare lo svolgimento del gioco, ma nessuna è indispensabile.
In alcuni punti è indispensabile per risolvere alcuni enigmi portarsi dietro il compagno (ad esempio un personaggio aiuta un altro a scavalcare un muro), inoltre il compagno facilita di molto il gioco (anche se guidato dal computer) perché aiuta negli scontri ed ha una abilità che lo caratterizza, quindi di fatto la squadra è sempre composta da due membri.
Il tipo di visuale è simile ad altri survival horror tipo Resident Evil o Silent Hill, con delle telecamere che riprendono il personaggio restando ferme, quando il personaggio esce dall'inquadratura viene cambiata telecamera.
I salvataggi sono limitati dal numero di cd raccolti all'interno della scuola, ogni cd permette di effettuare un salvataggio.
Il gameplay è costituito principalmente dall'esplorazione, ci sono degli scontri che si svolgono all'inizio con mazze poi con armi da fuoco sempre più potenti. Ci sono anche degli enigmi da risolvere e degli oggetti da raccogliere. Il gioco avanza sbloccando ambienti con l'aiuto delle chiavi.

## Personaggi

### Giocabili
Josh Carter
Nato il 29 novembre 1984. È uno studente molto curioso e portato per il giornalismo. Egli è in grado di capire se c'è ancora qualcosa da fare o da prendere nei luoghi in cui si trova.
Stanley "Stan" Jones
Nato il 20 giugno 1985, e un teppista cronico, esperto scassinatore e hacker dilettante; ha dei voti molto scarsi e si assenta molte volte. Stan può scassinare serrature con molta rapidità, ed è anche in grado di capire se in alcuni luoghi sono presenti serrature forzabili.
Kenny Matthews
Nato il 30 giugno 1984, è un ragazzo sportivo ed un ottimo giocatore di Basket, è il fratello maggiore di Shannon ed il fidanzato di Ashley. Viene attirato nel sotterraneo e rapito all'inizio del gioco, fattore che indurrà la sorella e i suoi amici ad aprire le indagini sul liceo. Con il suo corpo allenato può scattare e correre più velocemente.
Shannon Matthews
Nata il 23 agosto 1986, è una ragazza molto perspicace, e studentessa eccellente, ed è la sorella minore di Kenny. Shannon è una acuta osservatrice, e dà indizi sulla risoluzione degli enigmi e sul come andare avanti nella storia; inoltre sa curare meglio i compagni feriti.
Ashley Thompson
Nata il 17 gennaio 1985, è una ragazza temprata e volitiva esperta nell'autodifesa, è la ragazza di Kenny. È la migliore combattente del gruppo, in grado di colpire meglio e più volte sia con le armi bianche che con quelle da fuoco.
Dan
Uno studente rinchiuso nel sotterraneo della scuola da diversi giorni, che presenta sul corpo strani sintomi, come delle atipiche ecchimosi e una sospetta calvizie precoce. quando viene liberato da Kenny. Nella fuga dal primo mostro viene raggiunto e apparentemente ucciso con un morso al collo.

### Non giocabili
Daniel "Danny" Walden
Un insegnante del liceo Leafmore, che sembra sapere molte più cose di quante ne dia a vedere su cosa sta accadendo nel campus scolastico.
Ms. Elizabeth Lucy Wickson Friedman
L'infermiera della scuola e la cognata del preside.
Herbert Friedman
Il preside della scuola. Mostra fin dall'inizio una particolare ostilità nei confronti dei protagonisti.
Leonard Friedman
Il fratello gemello di Herbert, cofondatore del liceo privato Leafmore.
Sig. Garrison
Il bidello del liceo. Quando i ragazzi provano a raggiungerlo durante le indagini, è già troppo tardi, e ne trovano soltanto il corpo nella sua guardiola.